# Lessons in Love and Violence
Lessons in Love and Violence è un'opera del compositore britannico George Benjamin. Ha avuto la sua prima rappresentazione alla Royal Opera House di Londra nel maggio 2018. Il libretto di Martin Crimp si bassa sulla tragedia di Christopher Marlowe Edoardo II, che narra della caduta e morte dell'omonimo re inglese in seguito alla sua relazione con Pietro Gaveston. L'opera fu realizzata in co-produzione con De Nationale Opera, l'Opera di Amburgo, l'Opéra national de Lyon, l'Opera di Chicago, il Gran Teatre del Liceu e il Teatro Real. La prima statunitense è dell'ottobre 2020 all'Opera di Chicago.

## Trama
Mortimer critica l'ossessione del re per il suo amante Gaveston, particolarmente fuori luogo in un momento in cui il popolo soffre per le conseguenze di guerre e carestia. Il re, furioso, priva Mortimer del suo rango e della sua ricchezza. L'aristocratico allora cerca l'appoggio della regina Isabella, che accoglie la richiesta di Mortimer di cercare di rovesciare Gaveston. Il favorito del re viene dunque arrestato e ucciso, causando così una rottura irreparabile tra Edoardo e Isabella.
Isabella, divenuta l'amante di Mortimer, collabora con lui per portare sul trono il figlio Edoardo. Edoardo II viene catturato e chiuso in carcere, dove Mortimer lo convince ad abdicare; la morte si presenta al re sotto le spoglie di Gaveston e lo porta via con lei. Il giovane Edoardo viene incoronato re, rinnega la madre Isabella e ordina l'esecuzione di Mortimer.

## Ruoli
| Ruolo                          | Tipo voce      | Cast della prima Royal Opera House, Londra 10 maggio 2018 (Direttore: George Benjamin) |
| ------------------------------ | -------------- | -------------------------------------------------------------------------------------- |
| Re                             | Baritono       | Stéphane Degout                                                                        |
| Isabella                       | Soprano        | Barbara Hannigan                                                                       |
| Gaveston/Lo Straniero          | Baritono       | Gyula Orendt                                                                           |
| Mortimer                       | Tenore         | Peter Hoare                                                                            |
| Ragazzo/Il Giovane Re          | Tenore         | Samuel Boden                                                                           |
| Ragazza                        | Mimo           | Ocean Barrington-Cook                                                                  |
| Witness 1 / Singer 1 / Woman 1 | Soprano        | Jennifer France                                                                        |
| Witness 2 / Singer 2 / Woman 2 | Mezzosoprano   | Krisztina Szabó                                                                        |
| Witness 3 / Madman             | Basso-baritono | Andri Björn Róbertsson                                                                 |